# Procès
Pour les articles homonymes, voir Procès (homonymie).

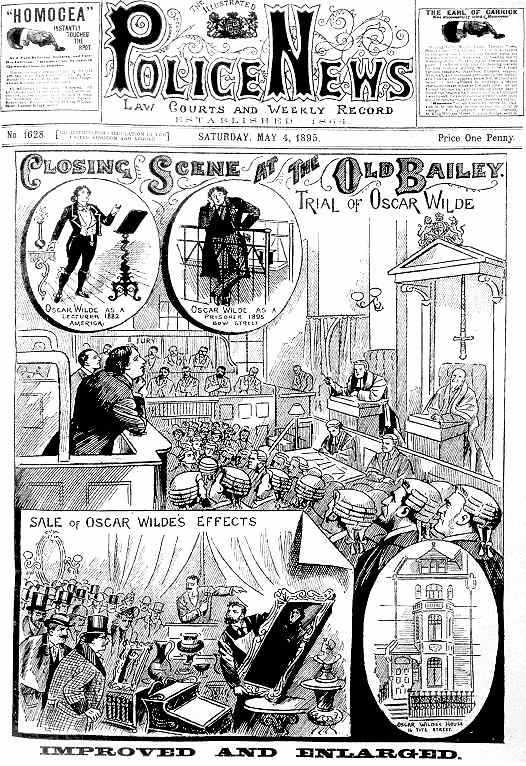
Le procès d'Oscar Wilde (The Illustrated Police News, 1895).

Un procès est une étape d'une instance en justice où les parties soumettent leur litige devant le tribunal.

## Droit par pays

### France
Dans le droit français, et plus largement dans le droit de tradition romano-germanique, le procès a lieu selon la procédure inquisitoire.

### Pays decommon law
Dans les pays de common law, comme le Canada, les États-Unis et le Royaume-Uni, le procès a lieu selon la procédure accusatoire.

## Grands procès
Chaque procès est l'occasion d'une application de la notion de justice. Ainsi, pour Soraya Amrani-Mekki, la notion de procès est une notion plus sociologique que juridique. Dans sa tentative de définir la notion de procès, elle aboutit à la formulation suivante : « Le procès est un mécanisme visant à établir ou rétablir la paix sociale par l'intermédiaire d'un tiers légitime devant régler un litige né, latent ou virtuel, selon une procédure respectueuse du procès équitable ».
L'histoire en a retenu quelques-uns, célèbres jugements de personnalités au cœur d'affaires majeures. L'histoire de la notion de justice en est indissociablement liée car ses procès illustrent la façon dont les mentalités sociales et juridiques ont évolué au cours des siècles.

### Premiers procès: Socrate et Jésus

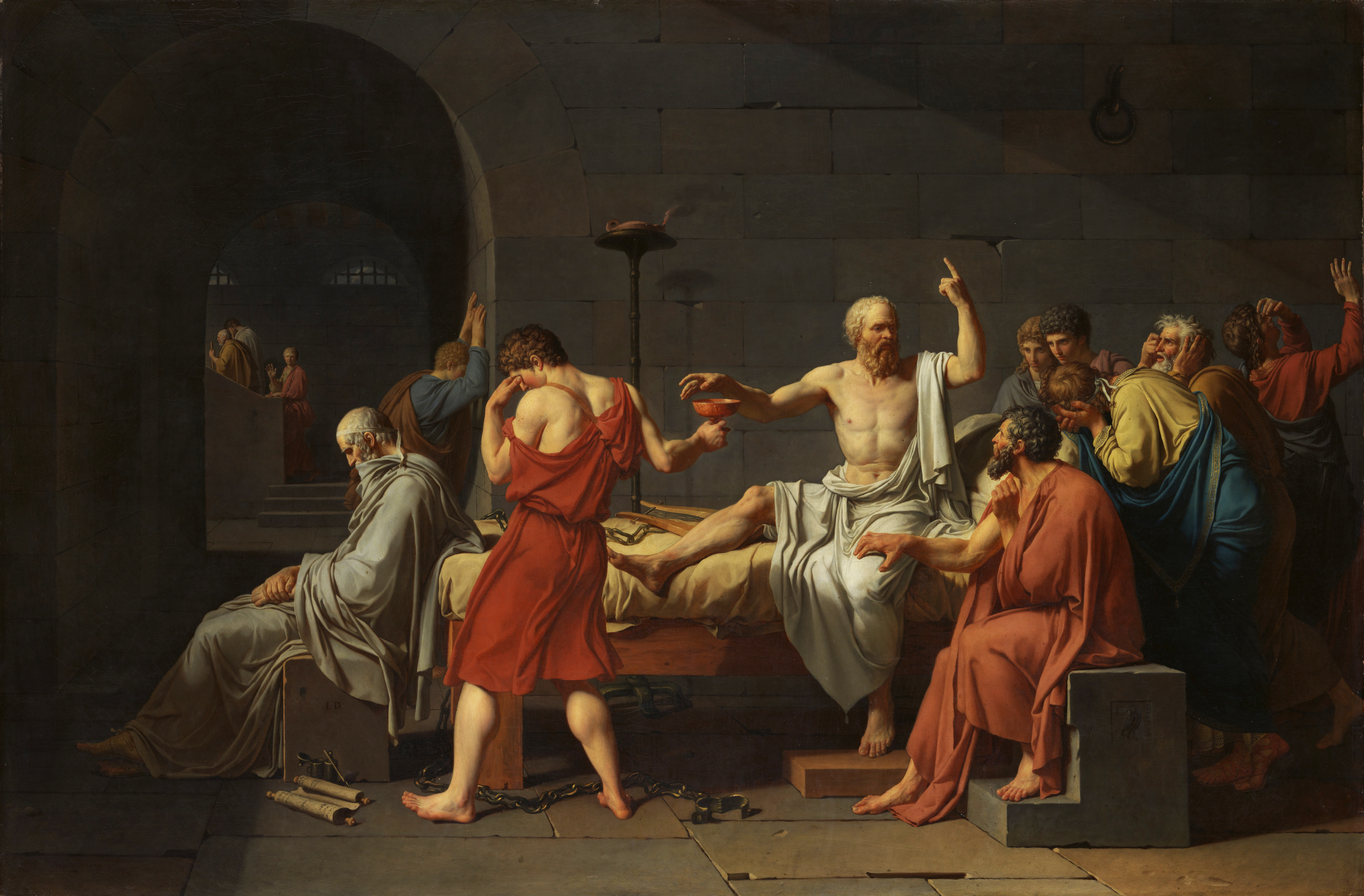
La Mort de Socrate, par Jacques-Louis David (1787).

Le premier grand procès sur lequel les historiens possèdent des documents est le procès de Socrate en -399. Il est relaté dans les textes de Platon et Xenophon, tous deux intitulés : Apologie de Socrate. Il s'agit du procès de la Cité, représentée par l'aréopage, du philosophe, accusé de corrompre la jeunesse au moyen de ses idées philosophiques et notamment celle de refuser la facilité du sophisme. Socrate, refusant d'aller contre les lois, mêmes iniques, de sa patrie accepte la sentence : la mort par l'absorption d'un poison, la cigüe.
L'Antiquité connaît un autre procès célèbre, à l'origine de la naissance d'une nouvelle religion, aux dimensions universelles : le procès de Jésus de Nazareth. Trahi par Judas, Jésus se voit jugé par les prêtres juifs, puis par les Romains. Accusé de renier la Loi judaïque et d'inciter à la révolte contre l'Empire romain, Jésus est condamné à mort, par crucifixion. Raconté à travers le prisme des apôtres, le procès est historiquement attesté mais la Bible n'est pas un livre d'histoire et la recherche dans ce domaine est à relier avec les quêtes du Jésus historique.
Ces deux procès ont pour point commun de condamner à mort. Socrate est, principalement accusé d'avoir formé des opposants à la démocratie athénienne (Critias puis Alcibiade). Jésus de Nazareth est accusé de refuser de rendre honneur à la religion de l'Empereur et donc de défier la société.

### Procès au Moyen Âge
En effet, un droit canonique, davantage sophistiqué, se met en place. Les jugements sont rendus à la lumière des sources canoniques à savoir les décisions des conciles, les avis du Pape et secondairement les écritures bibliques et des pères de l'Église.
Les procès de Ganelon (dans la Chanson de Roland, épopée en vers), de Jeanne d'Arc en 1431 ou encore de Gilles de Rais (premier grand assassin en série) en 1440, entre autres, témoignent de la mise en place d'une procédure judiciaire fondée notamment sur le principe du débat contradictoire mais encore peu équitable[À attribuer].
On note aussi l'apparition de procès pour sorcellerie dans les années 1310-1320, qui atteindrons leur apogée à l'époque moderne. L'usage de la torture est réintroduit pour les cas de relaps.

### Procès collectifs

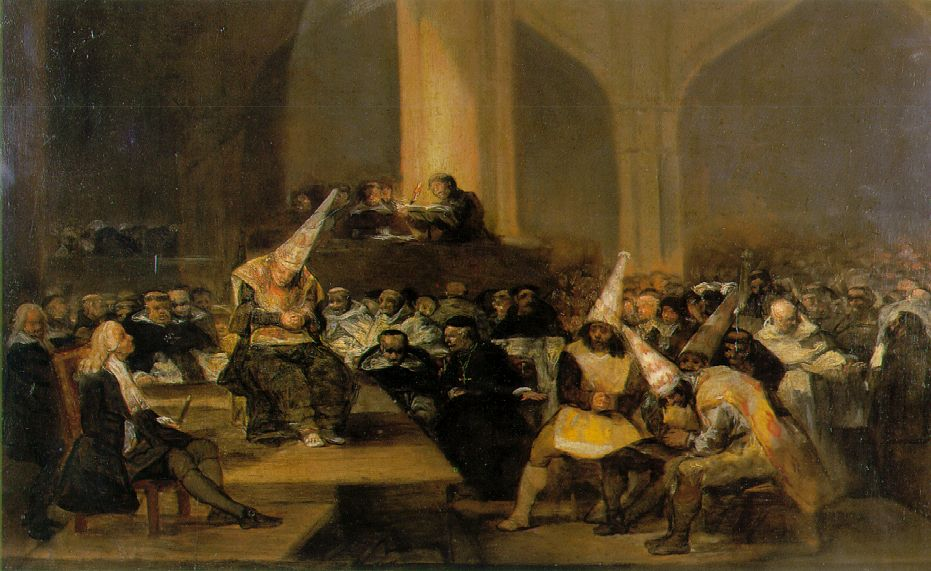
Scène d'Inquisition par Francisco Goya

En Europe, la consolidation des grands royaumes conduit à l'édification d'une justice nationale. Les sentences et jugements sont occasionnellement des instruments politiques, afin d'assurer le pouvoir d'État. Certains groupes non grata deviennent les cibles de procès collectifs, souvent escamotés.
Les juifs deviennent les premières victimes, en Espagne, de procès aboutissant à leur diaspora, notamment vers le monde arabo-musulman. Le procès de l'ordre du Temple permet d'arracher sous la torture des aveux délirants aux Templiers, qui à leur tour provoquent la haine de la population qui réclame leur mort. Et finira par justifier une dissolution de l'ordre.
Dès le XIIIe siècle, la Sainte Inquisition est créée. Il s'agit d'une juridiction spécialisée (un tribunal), créée par l'Église catholique romaine et relevant du droit canonique, chargée d'émettre un jugement sur le caractère orthodoxe ou non par rapport au dogme religieux des cas qui lui étaient soumis. Elle juge alors les hérétiques dans toute l'Europe. La Sainte Vehme officie également, au sein de l'Empire Romain Germanique.
Sous l'influence de la renaissance du droit romain, l'empereur, qui favorise cette renaissance, réinstitue la peine de mort pour les hérétiques et la torture. La peine de mort est cependant rare, concernant une personne sur quinze. Sont condamnées par l'Inquisition aussi bien les personnes accusées de sorcellerie, de sexualité débridée, d'homosexualité[réf. nécessaire].

### Procès modernes et«Affaires»criminelles

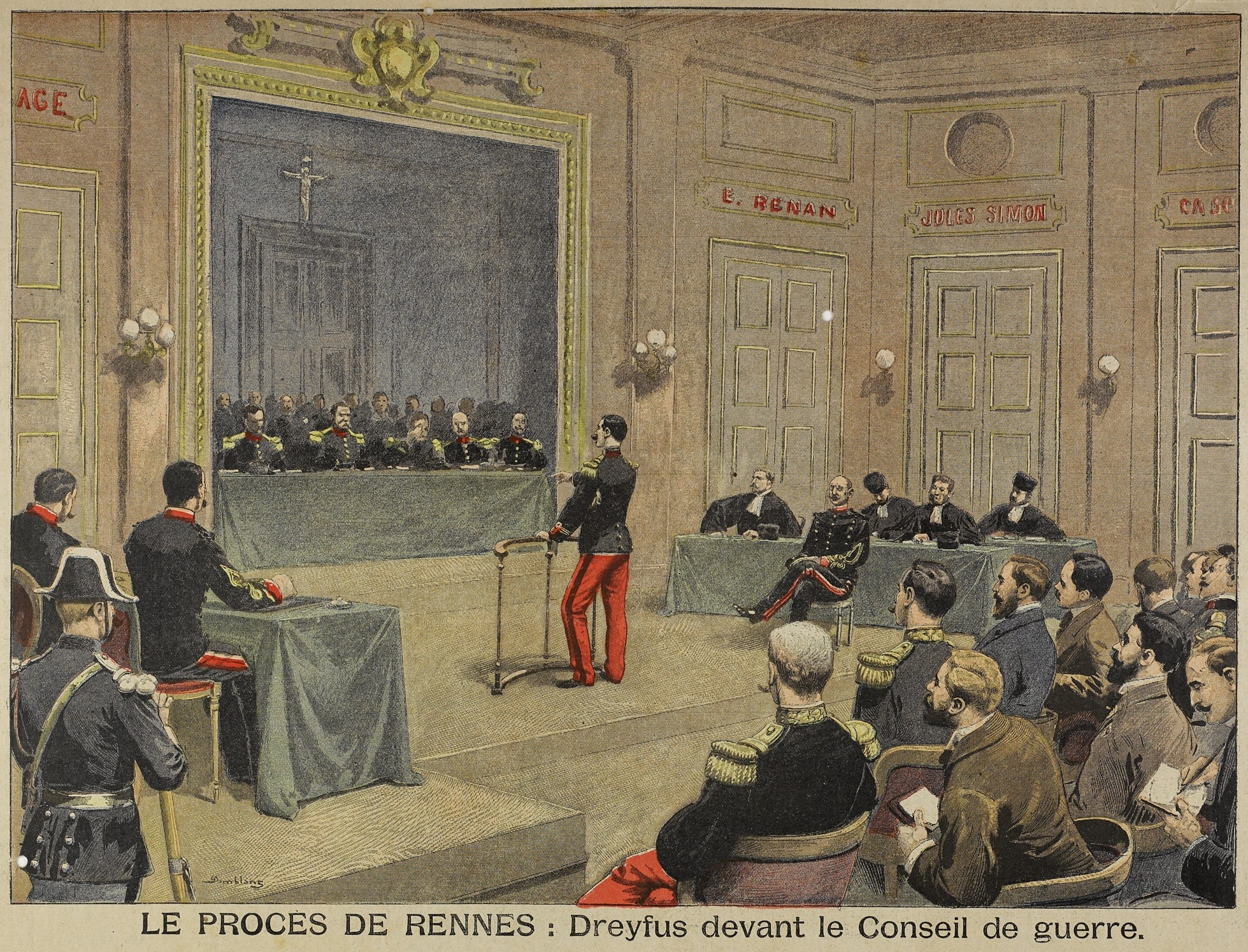
Le procès d'Alfred Dreyfus au Conseil de guerre de Rennes

C'est avec le XVIIIe siècle qu'apparaissent les grandes affaires criminelles.
La plus connue en France reste celle dite de l'affaire Calas, du nom de l'accusé, de confession protestante. L'affaire est révélatrice du traitement, à l'époque, d'un suspect, accusé, dépourvu de l'appui d'un avocat, une hiérarchie des preuves primitives, le secret de l'instruction, une procédure inquisitoriale et la pression de la rue réclamant la tête de l'accusé transforment le suspect en victime expiatoire. Voltaire défendit fameusement la réhabilitation de Calas.
Dès lors, les intellectuels s'immisceront dans les affaires criminelles de leurs époques, revendiquant l'équité et la justice. Davantage politiques, les jugements rendus seront intimement liés à l'histoire nationale. En France par exemple, le procès de Louis XVI, en 1792, marque ainsi la fin de la monarchie. Les procès de la Révolution française, notamment celui de Robespierre en font écho. Le procès pour trahison de Louis Riel, en 1885, au Canada, est celui des peuples autochtones - les Métis - contre l'administration blanche.
Les procès modernes, et ce jusqu'à nos jours, ponctuent l'histoire de l'institution judiciaire. L'affaire Dreyfus divise la France au sujet du militaire dégradé et déporté en 1895. La notion d'erreur judiciaire apparaît.

### Procès internationaux
La pénologie évoluant, les procès mettent en œuvre une procédure plus complexe. Les médias obligent également les tribunaux à rendre des jugements plus influencés par une opinion publique informée des procès et de leurs évolutions, qui font les gros titres des journaux d'avant-guerre.  

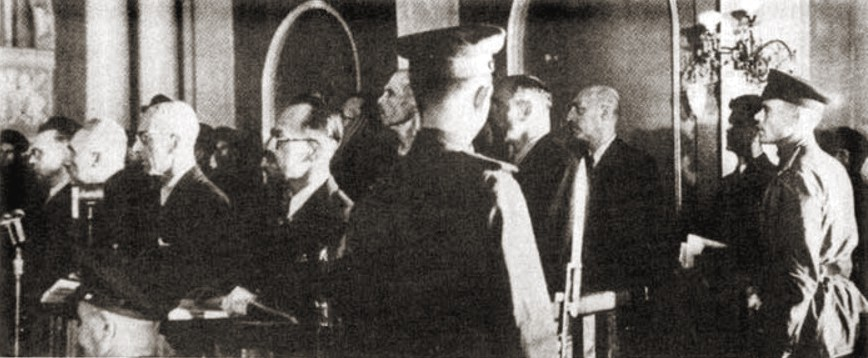
Un procès à Moscou en 1945.

Si les affaires criminelles privées se multiplient, les procès politiques apparaissent. Le XXe siècle, avec la montée des régimes totalitaires, voit en effet se multiplier les procès destinés à assurer la propagande politique. Les Procès de Moscou qui masquent les purges staliniennes sont parmi les plus représentatifs.
La sécurité collective, organisée autour de la Société des Nations, née à la fin de la Première Guerre mondiale, puis de l'ONU met en place des procès publics de régimes politiques. Les vainqueurs des guerres conduisent ainsi des instructions exceptionnelles, et des notions juridiques nouvelles comme le crime contre l'humanité ou le crime de guerre sont employées. Le procès de Nuremberg est ainsi parmi les premiers de l'Histoire. Intenté contre 24 des principaux responsables du régime nazi, accusés de complot, crime contre la paix, crime de guerre et crime contre l'humanité, il se tint à Nuremberg du 14 novembre 1945 au 1er octobre 1946. Ce procès se déroula sous la juridiction du Tribunal militaire international de Nuremberg, créé en exécution de l'accord signé le 8 août 1945 par les gouvernements ayant défaits l'Allemagne nazie. Le procès de Nuremberg ouvre ainsi la voie à une forme de justice internationale.
Les procès de grands dictateurs ou de militaires impliqués dans des massacres ou des génocides se poursuivront pendant l'après guerre froide avec les jugements de Slobodan Milosevic, le khmer rouge Kaing Guek Eav, ou, plus récemment, Saddam Hussein.